# Rue Jean-Suau
La rue Jean-Suau (en occitan : carrièra Joan Suau) est une voie de Toulouse, chef-lieu de la région Occitanie, dans le Midi de la France.

## Situation et accès

### Description
La rue Jean-Suau est une voie publique. Elle se situe au cœur du quartier du Capitole, dans le secteur 1 - Centre. Elle naît au nord-est de la place de la Daurade, au carrefour de la rue François-Boyer-Fonfrède. Elle suit un parcours rectiligne, orienté au nord-est et long de 107 mètres. Elle se termine au niveau du carrefour des rues Peyrolières et Malbec, connu autrefois comme la place Peyrolières, et prolongé au nord par la rue Léon-Gambetta jusqu'à la place du Capitole.
La chaussée compte une seule voie de circulation automobile à sens unique, depuis la rue Léon-Gambetta vers la place de la Daurade. Elle est définie comme une zone de rencontre et la vitesse y est limitée à 20 km/h. Il n'existe pas de piste, ni de bande cyclable, quoiqu'elle soit à double-sens cyclable.
La rue Jean-Suau est parcourue par le sentier de grande randonnée 86 (GR 86), qui va de Toulouse à Bagnères-de-Luchon, et le sentier de grande randonnée 861 (GR 861), qui va de Toulouse à Saint-Bertrand-de-Comminges. Ils sont prolongés, au nord, par la rue Léon-Gambetta jusqu'à la place du Capitole, où ils ont leur origine, et au sud, après la place de la Daurade, par la promenade Henri-Martin.

### Voies rencontrées
La rue Jean-Suau rencontre les voies suivantes, dans l'ordre des numéros croissants (« g » indique que la rue se situe à gauche, « d » à droite) :
1. Place de la Daurade (g)
2. Rue François-Boyer-Fonfrède (d)
3. Rue Malbec (g)
4. Rue Peyrolières (d)

### Transports
La rue Jean-Suau est parcourue et desservie directement par la navette Ville. Elle se trouve également à proximité des stations Capitole et Esquirol de la ligne de métro . À cette dernière marquent également l'arrêt la ligne de bus 44.
Les stations de vélos en libre-service VélôToulouse les plus proches sont les stations no 4 (15 rue Sainte-Ursule) et no 11 (2 place de la Daurade).

## Odonymie

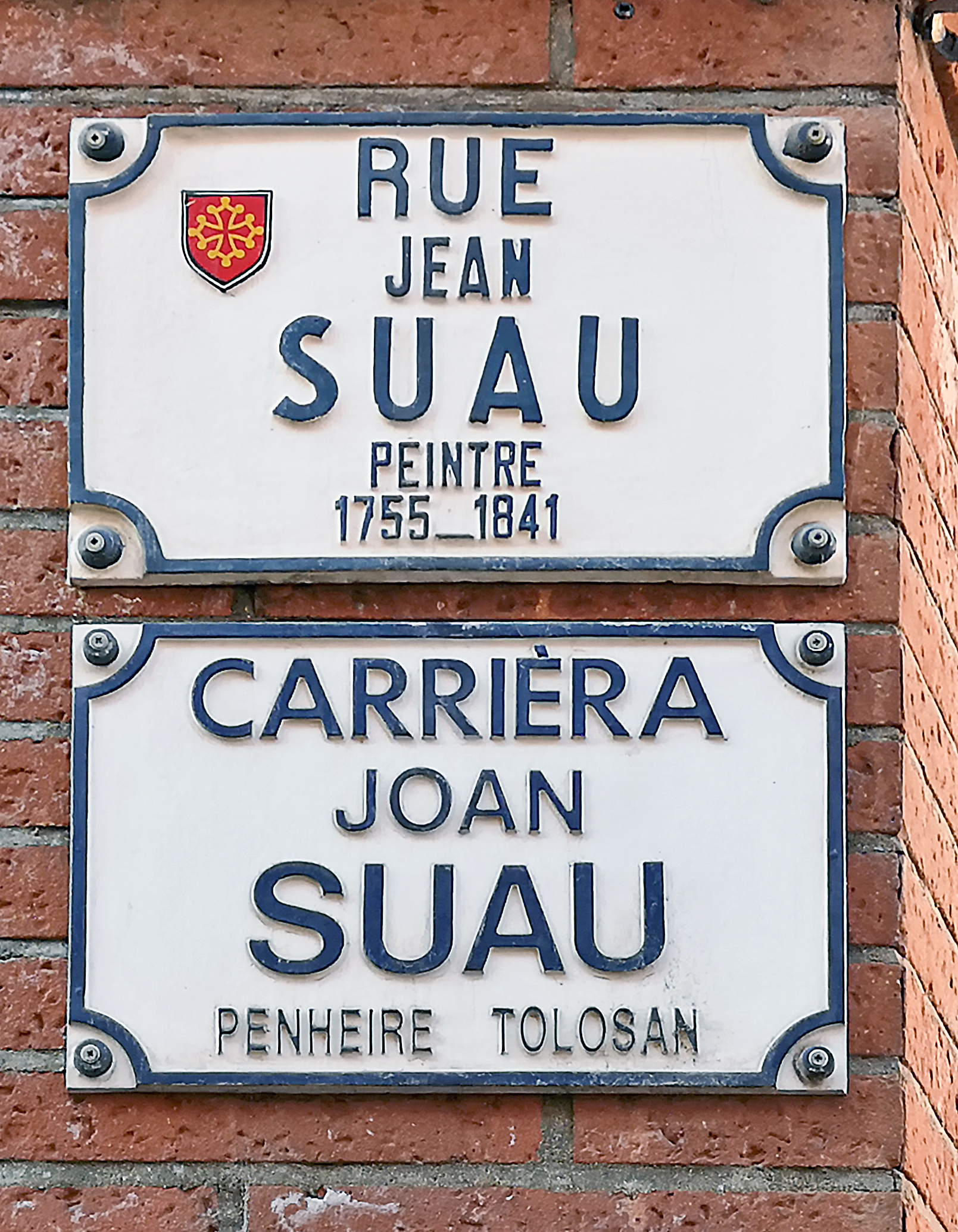
Plaques de rue en français et en occitan.

Le nom de la rue rend hommage à Jean Suau (1755-1841), peintre toulousain qui vécut et mourut dans un immeuble, aujourd'hui disparu, rue de la Capelle-Redonde (emplacement au-devant de l'actuel no 2). Jean Suau, fils d'Antoine Suau et de Marie Trulhet, fit d'abord des études de droit, mais les abandonna pour se consacrer à la peinture et fut en particulier l'élève de Jean-Pierre Rivalz. Le 25 juillet 1784, il remporta le grand prix de peinture de l'Académie royale de peinture, sculpture et architecture de la ville, et le 26 février 1786 il en était nommé professeur. Il reconstitua après la Révolution française l’École des Arts, et y fut l'un des maîtres de Dominique Ingres entre 1791 et 1796. Il dirigea les classes de l'antique, du modèle vivant et d’anatomie artistique. Il fut nommé chevalier de la Légion d'honneur le 1er mai 1833.
La rue Jean-Suau n'a reçu ce nom que le 7 août 1873, par décision du conseil municipal. Au milieu du XIIIe siècle, sur les documents les plus anciens, elle était appelée rue Bernard-Barrau, qu'elle devait à un propriétaire du lieu : on connaît plusieurs membres de la famille Barrau, capitouls entre les XIIe et XIVe siècles pour le capitoulat de la Daurade. Au milieu du XVe siècle, elle prit également le nom de rue Chaude (carrièra Cauda en occitan), sans qu'on puisse y trouve d'explication. Une légende, popularisée par l'historien toulousain Alexandre Du Mège, affirme qu'elle aurait reçu cette dénomination parce qu'elle était habitée par des prostituées, mais cette hypothèse a été combattue par Jules Chalande. En 1794, pendant la Révolution française, elle devint rue Fraternité, mais elle retrouva rapidement son nom de rue Chaude, qu'elle conserva jusqu'en 1873,.

## Histoire

### Moyen Âge et période moderne
Au Moyen Âge, la rue Chaude (actuelle rue Jean-Suau) appartient au capitoulat de la Daurade. Elle n'est qu'une rue très étroite, qui relie la place Peyrolières, au carrefour de la rue du même nom, et la rue de la Vache (actuelle rue François-Boyer-Fonfrède) – elle ne rejoint alors pas le port de la Daurade, dont elle est séparée par plusieurs moulons. Elle est principalement habitée par des artisans : plusieurs maisons appartiennent à des familles importantes de l'élite urbaine toulousaine, bourgeois, capitouls et même parlementaires, mais qui n'y habitent pas et les donnent à louer. Les constructions sont relativement modestes et utilisent principalement le bois (actuels no 7 et 11).
Dans la deuxième moitié du XVIIIe siècle, la rue Chaude est en partie touchée par les travaux d'aménagement de la place et du port de la Daurade.

### Époque contemporaine
À la fin du XIXe siècle, la municipalité toulousaine poursuit ses travaux d'aménagement, qui visent à faciliter la circulation dans la ville. Elle cherche particulièrement à relier efficacement la place du Capitole, cœur de la cité, et le port de la Daurade. Les travaux d'élargissement provoquent la démolition de toutes les maisons du côté sud de la rue, tandis que des immeubles sont reconstruits dans un style néoclassique ou haussmannien, dans la deuxième moitié du XIXe siècle (actuels no 2, 4 et 8), ou dans le style Art nouveau, à la limite du siècle suivant (actuel no 4). Au bout de la rue, deux immeubles sont abattus pour permettre le dégagement de la vieille place Peyrolières. 
Au cours du XXe siècle, plusieurs immeubles, particulièrement dégradés, sont également détruits pour faire place à des constructions plus modernes (actuels no 3, 5, 6 et 15). Sa largeur est ainsi portée à 12 mètres, en faisant une des rues les plus larges du centre-ville. 

## Patrimoine et lieux d'intérêt
- no  4 : hôtel Mazelié. 

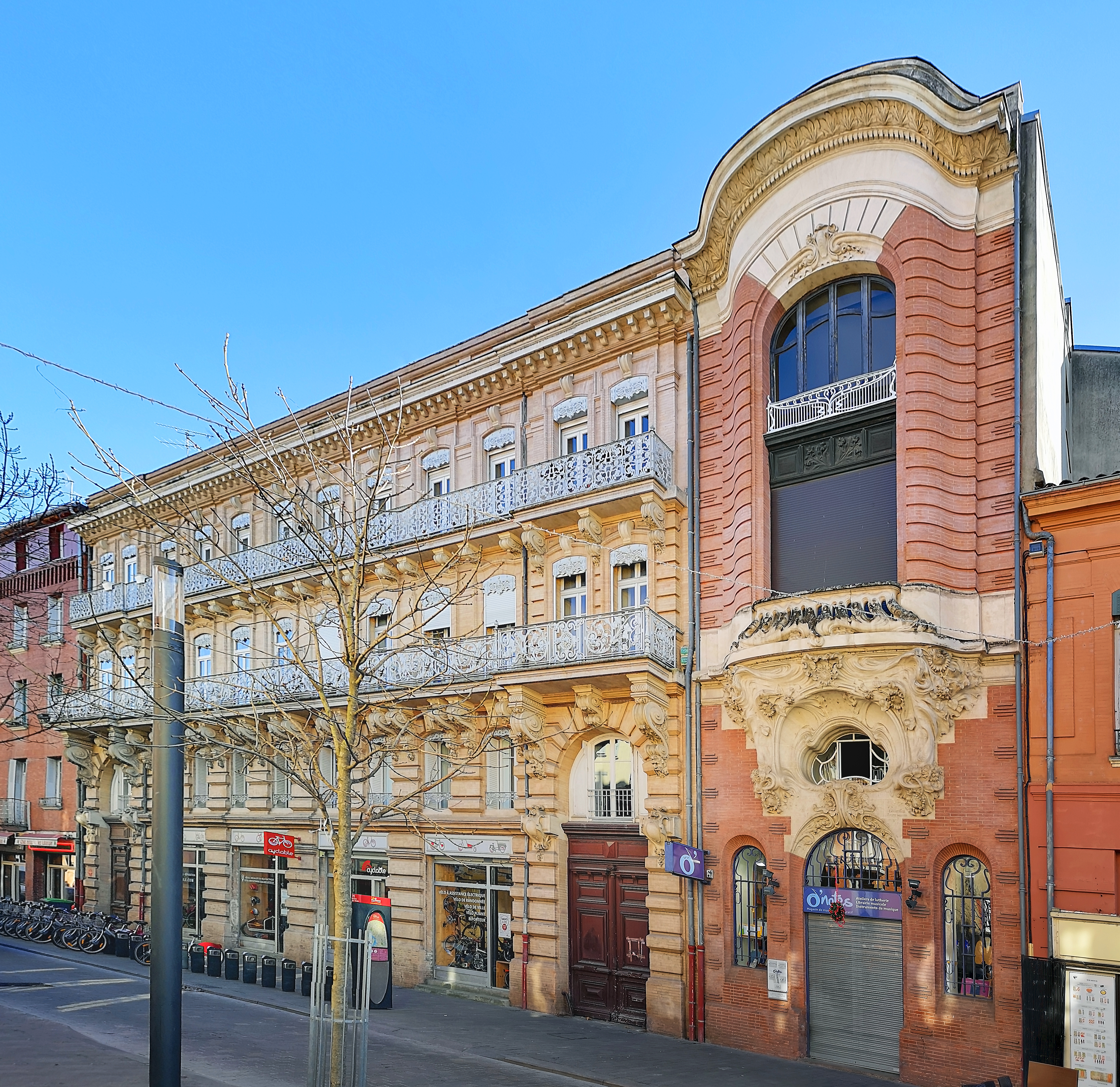
no 4 : façade de l'immeuble Mazelié.

L'immeuble se compose de deux corps de bâtiments construits par le même architecte, Joseph Galinier, mais pour le premier en 1892 et pour le second en 1901. Il appartenait alors Émile Mazelié, marchand de cuir, également propriétaire de l'immeuble voisin (actuel no 43 rue Peyrolières). 
Le premier corps de bâtiment, à gauche, arbore une longue façade de style néo-classique, d'inspiration haussmannienne, qui se développe sur dix travées et s'élève sur quatre niveaux. La façade, bâtie en brique claire, est mise en valeur par des bossages. Le rez-de-chaussée est percé par quatre ouvertures de boutique rectangulaires. Elles sont encadrées par deux grandes portes cochères, placées dans deux grandes arcades. Le 1er et le 2e étage sont mis en valeur par des balcons filants ornés de garde-corps en fer forgé, et soutenus par des encorbellements sculptés en pierre. Les fenêtres sont segmentaires et décorées de lambrequins en fer forgé. L'élévation est surmontée d'une corniche moulurée à modillons. 
Le second corps de bâtiment, à droite, est représentatif du style Art nouveau. Son élévation se développe sur quatre niveaux, mais ne compte qu'une seule large travée. L'utilisation de la brique rouge contraste avec le premier corps de bâtiment. Le rez-de-chaussée est percé d'une grande porte en plein cintre, encadrée par deux fenêtres, également en plein cintre. Un grand mascaron en pierre, percé d'un oculus aux contours festonnés et irréguliers, et ornés de tournesols, surmonte la porte et soutient le balcon du 1er étage. Les deux étages sont réunis par une grande baie vitrée, voûtée en plein cintre. Une corniche en demi-cercle couronne l'élévation[7],[8].

- no  7 : immeuble (XVIIIe siècle)[9].
- no  11 : immeuble (XVIIe siècle)[10].